# Jane E. Parker
Jane Elisabeth Parker (* 29. Mai 1960 in St. Albans, Vereinigtes Königreich) ist eine britische Genetikerin und Hochschullehrerin an der Universität zu Köln.

## Werdegang
Parker studierte Biologie an der University of Bradford und promovierte 1987 an der University of Wales in Großbritannien zur Proteinsynthese in Euglena. Anschließend forschte sie am Max-Planck-Institut für Züchtungsforschung in Köln und an den Sainsbury Laboratory des John Innes Centre in Norwich in Großbritannien. Im Jahr 2001 wechselte sie als Forschungsgruppenleiterin der Abteilung für Pflanzen-Mikroben-Interaktionen an das Max-Planck-Institut für Züchtungsforschung in Köln. Im Jahr 2002 erhielt sie den Sofja Kovaleskaja-Preis der Alexander von Humboldt-Stiftung für ihre Forschung an  den Mechanismen, mit denen Pflanzen krankheitserregende Mikroorganismen erkennen und bekämpfen.
Von 2004 bis 2009 war sie Max-Planck Fellow am Max-Planck-Institut für Züchtungsforschung in Köln. Seit 2009 ist sie Professorin am Institut für Genetik der Universität zu Köln.

## Forschung
Parker forscht an der angeborenen Immunantwort von Pflanzen. Sie untersucht wie Pflanzen durch die Regulation der verschiedenen Mechanismen Krankheitserreger bekämpfen, neutrale oder nützliche Mikroben aufnehmen und auf konkurrierende Umweltbedingungen und Stressfaktoren (z. B. Nährstoffmangel) eingehen können. Ihre Forschungsarbeit findet dabei vorwiegend an Arabidopsis thaliana statt.
In ihrer Forschungsarbeit hat sie herausgefunden, dass Pflanzen mehrere Verteidigungsebenen besitzen, dass der erste Auslöser aber ein Protein namens EDS1 ist, das mit anderen Proteinen einen Komplex bildet. Die jeweilige Immunantwort hängt davon ab, welche Art von Komplex EDS1 dabei mit den Proteinen PAD4 und SAG101 eingeht, um die jeweilige Reaktion auszulösen.

## Auszeichnungen
- 2023 Mitglied der Royal Society
- 2023 Mitglied der National Academy of Sciences
- 2017 Mitglied der Academia Europaea[4]
- seit 2016 Mitglied der European Molecular Biology Organization (EMBO)[5]
- seit 2013 Mitglied der Nationalen Akademie der Wissenschaften Leopoldina[6]
- 2004–2009 Independent Research Fellowship der Max-Planck-Gesellschaft
- 2002 Sofja Kovaleskaja-Preis der Alexander von Humboldt-Stiftung[2]